# Nancy (film)
Nancy is een Amerikaanse film uit 2018, geschreven en geregisseerd door Christina Choe.

## Verhaal
Nancy Freeman is een vijfendertig jaar oude vrouw die samen met haar moeder en kat in een klein dorp woont. Ze is een aspirant-schrijver die er niet in slaagt iets te laten publiceren. Om dit te compenseren publiceert ze onder een pseudoniem complexe leugens en hoaxen op het internet. Zo verzint ze dat ze dertig jaar geleden als kind is ontvoerd. Wanneer ze in contact komt met een echtpaar wiens vijfjarig kind dertig jaar geleden ontvoerd werd, vervaagt voor haar het verschil tussen fictie en realiteit en geraakt ze steeds meer overtuigd dat dit haar echte ouders zijn.

## Rolverdeling
| Acteur             | Personage     |
| ------------------ | ------------- |
| Andrea Riseborough | Nancy Freeman |
| J. Smith-Cameron   | Ellen         |
| Steve Buscemi      | Leo           |
| Ann Dowd           | Betty         |
| John Leguizamo     | Jeb           |

## Release
Nancy ging op 20 januari 2018 in première op het Sundance Film Festival in de U.S. Dramatic Competition.